# 다이나북

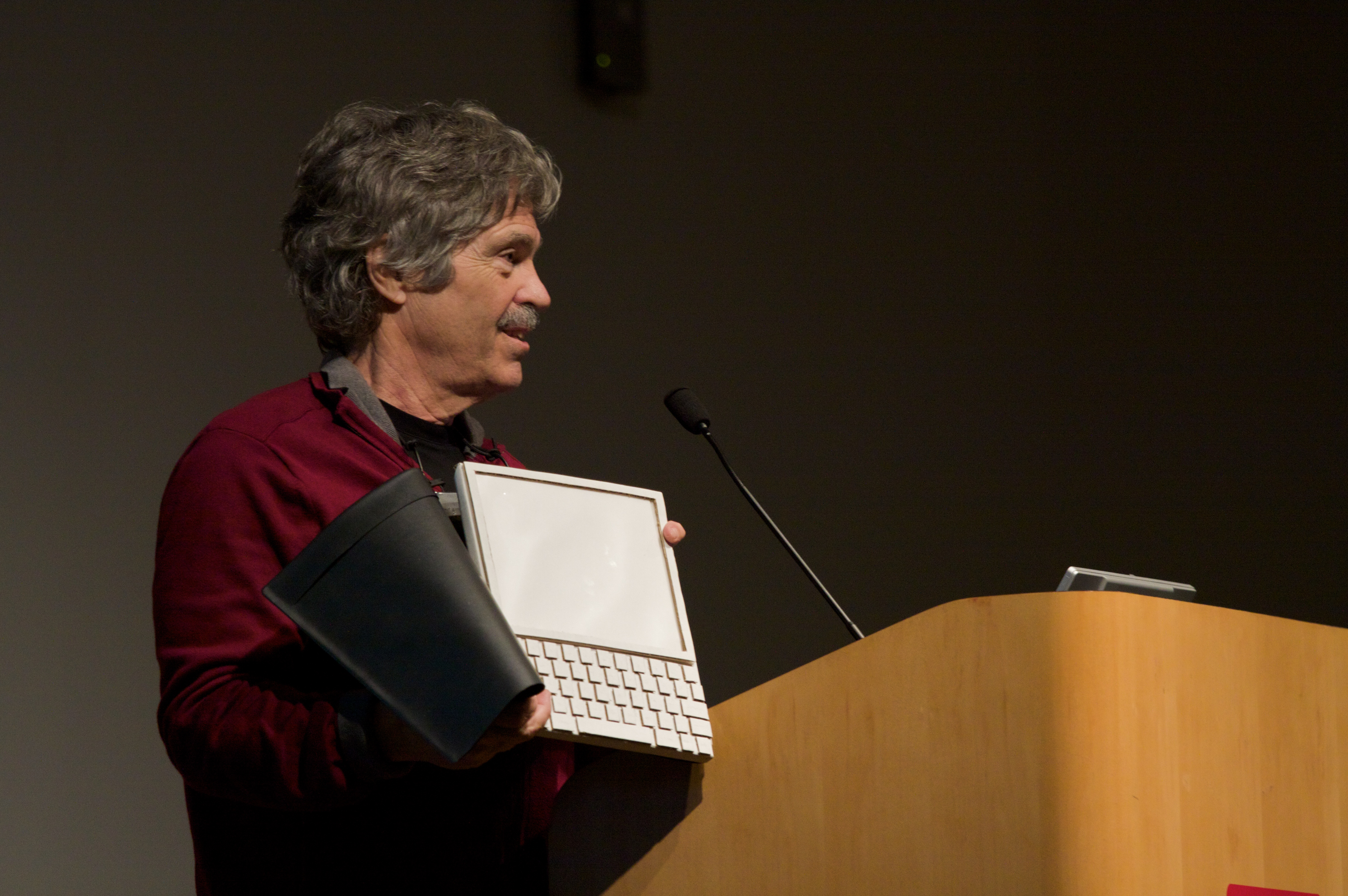
다이나북 모형을 들고 있는 앨런 케이 (2008년)

1968년 박사 과정 학생이었던 앨런 케이가 구상한 키디콤(KiddiComp) 개념은 나중에 그의 1972년 제안 "모든 연령층의 어린이를 위한 개인용 컴퓨터"에서 다이나북(Dynabook)으로 개발 및 설명되었으며 개념적 휴대용 교육 장치에 대한 요구 사항을 간략하게 설명한다. 거의 영원한 배터리 수명을 제공하는 다이나북 장치에 대한 요구 사항을 제외하고 현재 랩톱 컴퓨터 또는 (일부 다른 형태의) 태블릿 또는 슬레이트 컴퓨터를 통해 제공되는 기능과 유사한 기능이다. 성인들도 다이나북을 사용할 수 있었는데, 타겟층은 아이들이었다.
다이나북 프로젝트에 대한 동기와 자금 조달의 일부는 휴대용 군용 유지 보수, 수리 및 운영 문서에 대한 필요성에서 비롯되었다. 역동적인 군사 전역에서 접근하기 어려운 대량의 서류를 옮길 필요가 없어진다는 전망은 미국 국방부의 상당한 자금 지원으로 이어졌다.
다이나북을 만드는 데 필요한 하드웨어는 오늘날 여기에 있지만 앨런 케이는 주요 소프트웨어와 교육 커리큘럼이 없기 때문에 다이나북이 아직 발명되지 않았다고 생각한다. 마이크로소프트가 태블릿 PC를 내놓았을 때 케이는 "비평할 만큼 좋은 최초의 다이나북 같은 컴퓨터인 마이크로소프트의 태블릿 PC"라고 말한 것으로 인용됐다.
도시바에는 다이나북스(DynaBooks)라는 하위 노트북 컴퓨터 제품군도 있다. 2018년 6월 샤프는 다이나북 브랜드로 판매되는 노트북과 태블릿을 포함하여 도시바의 PC 사업의 대부분 지분을 인수했다.